# Джонні Д.
«Джонні Д.» (англ. Public Enemies, досл. «Вороги народу») — американський фільм 2009 року режисера Майкла Манна. Екранізація документального роману Браяна Бурро «Вороги народу: найбільша хвиля злочинності в Америці та народження ФБР, 1933—1934» (англ. «Public Enemies: America's Greatest Crime Wave And The Birth Of The FBI, 1933-34»).

## Сюжет
1933 рік. Фільм оповідає про легендарного грабіжника банків Джона Діллінджера (Джонні Депп). Зухвалі напади зробили його видатним героєм для всіх пригноблюваних жителів США та головним ворогом для директора ФБР Едгара Гувера (Біллі Крудап) та найкращого агента федеральної служби, Мелвіна Первіса (Крістіан Бейл). Ніхто не міг зупинити банду Діллінджера. Жодна в'язниця не могла його утримати. Його відчайдушні втечі з в'язниць та грабунки прославляли злочинця в суспільстві, який вважав банки головною причиною Великої депресії.
В той час, як пригоди банди Джонні, до якої приєдналися Малюк Нельсон та Елвін Карпіз, надихали розлючених громадян, Гувер вирішив скористатися випадком і перетворити Бюро розслідувань на головну правоохоронну організацію країни — ФБР. Він зробив Діллінджера найнебезпечнішим ворогом Америки, а рятівником нарік Первіса, гордість Федерального бюро.

## У ролях
- Джонні Депп — Джон Діллінджер
- Крістіан Бейл — Мелвін Первіс
- Маріон Котіяр — Евелін (Біллі) Фрешетт
- Біллі Крудап — Джон Едгар Гувер
- Стівен Дорфф — Гомер Ван Метер
- Стівен Ленг — Чарльз Вінстед
- Стівен Ґрем — Малюк Нельсон
- Джейсон Кларк — Джон «Червоний» Гамільтон
- Девід Венхем — Піт Паєрпонт
- Крістіан Столт — Чарльз Маклі
- Джованні Рібізі — Елвін Карпіз
- Джон Ортіс — Філ Д'Андреа
- Доменік Ломбардоцці — Гілберт Катена
- Лілі Собескі — Полі Гамільтон
- Ченнінг Татум — Чарльз «Красунчик» Флойд
- Кері Малліган — Керол Слеймен
- Емілі де Рейвін — Анна Пацке
- Бранка Катич — Анна Сейдж
- Білл Кемп — Френк Нітті
- Річард Шорт — Самюель П. Кауль
- Лілі Тейлор — шериф Ліліан Холлі
- Шон Хетосі — Джон Мадала
- Дон Фрай — Кларенс Нарт
- Джеймс Руссо — Волтер Дітріх

## Цікаві факти
- Світовий прокат стрічки становить 214.104.620 доларів (бюджет стрічки 100 млн. доларів).[3]